# Suppivaara
Suppivaara är ett berg i Finland. Det ligger i Enontekis i landskapet Lappland, i den norra delen av landet, 1 000 km norr om huvudstaden Helsingfors. Toppen på Suppivaara är 642 meter över havet.
Terrängen runt Suppivaara är kuperad åt nordost, men åt sydväst är den platt.  Trakten runt Suppivaara är nära nog obefolkad, med mindre än två invånare per kvadratkilometer. Det finns inga samhällen i närheten. Omgivningarna runt Suppivaara är i huvudsak ett öppet busklandskap.